# Синий суп
«Синий суп» — российская арт-группа, работающая в жанре видеоарта, лауреат государственной премии «Инновация-2007» за работу «Озеро». Была основана в феврале 1996 года Алексеем Добровым (род. 1975), Даниилом Лебедевым (род. 1974) и Валерием Патконеном (род. 1972, покинул группу в 2010). В 2002 году к ним присоединился Александр Лобанов (род. 1975). Живут и работают в Москве.
На протяжении всех лет группа последовательно работает в жанре компьютерной анимации, к концу 2000-х критики позиционировали «Синий суп» как одного из лидеров российского видеоарта.

## История
С самого начала образования группа сотрудничала с клубом «Сине Фантом», в программах которого демонстрировались подборки анимационных произведений «Синего супа».
С 10 по 12 апреля 1999 года участники коллектива Алексей Добров и Даниил Лебедев вместе с Кириллом Ассом, Ксенией Вытулевой и Оксаной Саркисян провели художественную акцию «ХВ 1999» — задрапировали красным полотном с золотистыми буквами «ХВ» выпуклую крышу Московского планетария. Работа была согласована с московским патриархатом и посвящена сближению Пасхи (пришлась в тот год на 11 апреля) с Днём космонавтики. Позже эта работа была включена арт-группой в свой curriculum vitae.
В дни проведения фестиваля «Неофициальная Москва» в сентябре 1999 года несколько ранних работ коллектива были продемонстрированы публике в рамках вечернего показа российского видеоарта и арт-кино на открытом воздухе в Нескучном саду.
В работе «Панорама» (2002) коллектив впервые обратился к теме условного и загадочного пейзажа. В 2004 году группа опубликовала свой манифест:

BlueSoup не имеет отношения к политике, морали, государственной идеологии, экономике, власти, насилию, сексу, спорту.

BlueSoup имеет некоторое отношение к поэзии.

BlueSoup имеет некоторое отношение к мистике.

BlueSoup имеет определённое отношение к прекрасному.

BlueSoup не имеет отношения к юмору и иронии.

BlueSoup имеет отношение к гармонии.

BlueSoup не провоцирует.

BlueSoup не реагирует.
BlueSoup — это, зачастую, видео.

BlueSoup Video — это, как правило, очень короткое видео.

BlueSoup Video — это когда почти ничего не происходит.

BlueSoup Video — это отсутствие персонажей, монтажа, сюжета, завязки, кульминации и развязки.

BlueSoup Video не рассказывает историй.

При этом BlueSoup Video имеет структуру, ритм, композицию.

В 2005 году одна из видеоработ группы была включена в выставку-блокбастер «Russia!», показанную сначала в основном музее С. Гуггенхейма в Нью-Йорке, а потом в музее Гуггенхейма в Бильбао (2006).
В 2006—2009 годах группа работала над тетралогией «Эшелон», «Озеро», «Оборона» и «Метель», которая получила высокие оценки критиков. В этот же период коллектив покинул галерею М. Гельмана и открыл долгосрочный период сотрудничества с XL-галереей. Работа «Эшелон» была номинирована на «Инновацию-2006», «Озеро» выиграло в основной номинации на «Инновации-2007», «Оборона» дошла до финала премии Кандинского-2008, а «Метель» — номинирована на премию С. Курёхина.
В годы существования премии «Соратник» (2006—2012) за группу «Синий суп» голосовали Юрий Аввакумов, АЕС+Ф, Кирилл Асс, Ольга Божко, Александр Бродский, Игнат Данильцев, Александра Дементьева, Елена Елагина и Игорь Макаревич, Алёна Кирцова, Юлия Кисина, Владимир Логутов, «Обледенение архитекторов», Никола Овчинников, Иван Плющ, Николай Полисский, Александр Пономарёв, Провмыза, Максим Свищёв, Леонид Тишков и Кирилл Чёлушкин. Сама группа «Синий суп» чаще всего отмечала художников Владислава Мамышева-Монро и Виктора Алимпиева.
Группа многократно сотрудничала с независимыми кураторами Антонио Джеузой и Евгенией Кикодзе.

## Анализ творчества
В творчестве группы можно выделить несколько этапов:
1. Начальный этап, с момента создания группы и до 2004 года, когда творчество художников состояло, по большей части, из коротких видеофильмов, часто шуточного характера (сами художники по образованию архитекторы, и в интервью подчеркивают, что начали создавать видеоарт именно как шутку).
2. В период с 2005 по 2016 год группа занимается созданием серий видеоработ в технике компьютерной анимации, в этот период оформляются основная тема их работ — это обращение к пейзажу. Как правило, пейзаж демонстрирует покинутое, гиблое место, навевающее ощущение тоски и некоторой скрытой угрозы. Долгое продолжительное созерцание становится важной особенностью работ группы. К данному периоду относятся их работы «Выход» (2005), «Эшелон» (2006), «Озеро» (2007), «Метель» (2009).
3. С 2016 года начинается третий этап творчества группы, отмеченный переходом от компьютерного видео к созданию видеоинсталляций в 3D-технологии. К этому периоду относится наиболее известное произведение группы — «Каскад» 2016 года. Данная работа вошла в шорт-лист Х премии Кандинского[21].

Многие критики отмечают такие художественные черты работ арт-группы как созерцательность, минимальность действия, искусственность и имитация, работа с саспенсом, отсутствие нарратива (что отличает данные работы от кино).
Важно, что все изображения, появляющиеся в видеоработах группы, не имеют ничего общего с реальными объектами, а являются сконструированными виртуально. Любое произведение группы — это простой и в то же время многомерный визуальный объект, затягивающий зрителя внутрь (за счёт долгой созерцательности произведения), но не дающий ему возможности вступить в тактильный контакт с этой хорошо сконструированной иллюзорной реальностью.
В 2010—2014 годах группа создаёт наиболее беспредметные свои работы — «Без названия» (2010), «Скала» (2011) и «Муть» (2014). В этот же период «Синий суп» пробует работать со стереовидео.

## Персональные выставки
- 2019 — «Гад». XL-галерея, «Винзавод», Москва.
- 2017 — «Синий суп ХХI». Фонд «Екатерина», Москва — большая ретроспектива[11][23].
- 2016 — «Каскад». XL-галерея, «Винзавод», Москва.
- 2015 — «Земли». Манеж, Москва — миниретроспектива группы.
- 2014 — «Муть». XL-галерея, «Винзавод», Москва[26].
- 2010 — Без названия. Stella Art Foundation, Москва.
- 2009 — «Метель». XL-галерея, «Винзавод», Москва.
- 2008 — «Оборона». XL-галерея, «Винзавод», Москва[27][28].
- 2007 — «Озеро». XL-галерея, «Винзавод», Москва[10].
- 2006 — «Эшелон». Фонд «Современный город», Москва[9].
- 2004 — «Чёрная река» (при участии Дж. Уэлбёрна). Галерея М. Гельмана, Москва[8].
- 2003 — «The Bluesoup Video. 7 лет творческой деятельности» Галерея М. Гельмана, Москва — первая ретроспектива в выставочном пространстве.
- 1999 — «ХВ 1999» (совм. с К. Ассом, К. Вытулевой и О. Саркисян). Планетарий, Москва[5] — акция в общественном пространстве.

## Биеннале и триеннале
- 2017 — 1-я Триеннале российского современного искусства. Музей «Гараж», Москва[29].
- 2011 — 4-я Московская биеннале. «Артплей», Москва[30][31].
- 2011 — IX Красноярская музейная биеннале[32].
- 2010 — Раумская биеннале. Раумский худ. музейfi, Раума[33][34].
- 2008 — Пусанская биеннале. Пусанский музей совр. искусства, Пусан[35].
- 2005 — 1-я Московская биеннале. Бывш. музей им. В. Ленина, Москва[27].
- 2004 — Фотобиеннале. Центральный дом художника, Москва[36].

## Избранные групповые выставки
- 2019 — «Острова блаженных», в рамках фестиваля «Первая фабрика авангарда». Арт-пространство Дербенёв-центра, Иваново.
- 2016 — «Пустырь и пустошь». ЦСИ «Заря», Владивосток.
- 2016 — «Иван Айвазовский. К 200-летию со дня рождения». Новая Третьяковка, Москва[11].
- 2015 — «Гиперреализм. Когда реальность становится иллюзией». Третьяковская галерея, Москва[37].
- 2014 — «Beyond Zero». Галерея Calvert 22en, Лондон[38].
- 2014 — «Наверху». Музей Москвы, Провиантские склады, Москва[39].
- 2013 — «Трудности перевода». Университет Ка' Фоскари, Венеция.
- 2013 — «Невесомость». МВЦ «Рабочий и колхозница», Москва.
- 2010 — «Предельно/конкретно (Новый канон)». PERMM, Пермь[40].
- 2010 — «Рабочие и философы». Школа управления «Сколково», Сколково[41][42].
- 2010 — «Двоесловие/диалог». Храм мученицы Татианы при МГУ, Москва[6][43].
- 2010 — «The Russians are Coming!»/«Ryssen kommer!». Галерея Havremagasinetsv, Буден[44][45].
- 2009 — «Трансфер». ЦСИ М’Арс, Москва[46].
- 2007 — «Урбанистический формализм». MMoMA, Москва[9].
- 2007 — «История российского видеоарта. Том 1». MMoMA, Москва[47][48].
- 2006 — «Modus R. Russian Formalism Today». Ярмарка Art Basel Miami Beach, Майами[49][50].
- 2005 — «Ангелы истории. Московский концептуализм и его влияния», в рамках фестиваля «Европалия». M HKA, Антверпен[51].
- 2005 — «Russia!». Музей Гуггенхейма, Нью-Йорк.
- 2005 — «Комедия». Центральный дом художника, Москва[52].
- 2005 — «Россия 2». Центральный дом художника, Москва[53].
- 2004 — «Плейлист». Пале де Токиоen, Париж[54].
- 2003 — «FireWire». Галерея М. Гельмана, Москва[55].
- 2003 — Viper Basel, фестиваль кино, видео и новых медиа. Базель[56].
- 2003 — «Осторожно, религия!». Сахаровский центр, Москва[57].
- 2002 — «Мелиорация или искусство для лучшей жизни». Пансионат «Клязьминское водохранилище», Моск. область[58][59].
- 1999 — «Московская параллель. 1986—1999», в рамках фестиваля «Неофициальная Москва». Нескучный сад, Москва[7].

## Цитаты
«Эшелон» создаёт ощущение технологического остранения, которое усиливается звуком — низкочастотным акустическим ландшафтом. Инсталляция порождает эффект отчуждения, а не телеприсутствия. В этот ландшафт невозможно попасть. Точка зрения, столь важная для виртуального сконструированного пространства, смещается и мерцает. Зритель одновременно зависает над аэрофотосьемкой Земли и оказывается на занесённой снегом железнодорожной насыпи с проносящимся мимо эшелоном.
Олеся Туркина, доклад «Космические ландшафты группы „Синий суп“»

Это ландшафт вне географии, климатических зон, времени года или суток. Про это изображение, напоминающее китайскую живопись тушью, даже нельзя с уверенностью сказать, цветное оно или чёрно-белое. И только звуковой ряд, состоящий из отдаленных орудийных залпов, позволяет подобрать этой местности хоть какое-то название: зона боевых действий.
Ирина Кулик о видеоработе «Оборона»

В видеоработах «Муть» (2014) и «Без названия» (2010), предназначенных для просмотра в стереоочках, являет себя дегуманизированная разряженная материя. Втягивая зрителя в свой континуум, работы создают эффект присутствия внутри густых жидких сред, лишённых потоков, но движимых внутренними флуктуациями. Пространство, создаваемое в этих видео, напоминает суспензию либо взвесь. Не зная, что это за жидкости, зритель испытывает отчётливое и жуткое ощущение растворения собственной субъективности в этом пространстве, где нерелевантны оппозиции верх/низ, вперёд/назад. Любые направления стираются, уничтожая и сами человеческие представления о протяжённости, возможности движения из некоей точки отсчета, ощущения присутствия себя «здесь» как точки сборки всякого субъекта наблюдения.
Константин Зацепин, «Бесформенное: архитектоника ненадёжности», ХЖ № 110

## Видеоработы
| Внешние видеофайлы           | Внешние видеофайлы |
| ---------------------------- | --- |
| Без названия/Untitled (2009) | |
|                              | vimeo.com/16123792 — 1 мин (фрагм.) работа приветствовала посетителей на ретроспективе Ивана Айвазовского в Новой Третьяковке (2016), а также демонстрировалась на Раумской биеннале в Финляндии |

| Внешние видеофайлы           | Внешние видеофайлы                                            |
| ---------------------------- | ------------------------------------------------------------- |
| Без названия/Untitled (2010) |                                                               |
|                              | vimeo.com/18703084 — 30 c (фрагм.); в оригинале — стереовидео |

| Внешние видеофайлы           | Внешние видеофайлы                                                                   |
| ---------------------------- | ------------------------------------------------------------------------------------ |
| «Вестибюль»/Vestibule (2003) |                                                                                      |
|                              | vimeo.com/371592309 — 1 мин 20 с работа демонстрировалась на 1-й Московской биеннале |

| Внешние видеофайлы                    | Внешние видеофайлы                                                            |
| ------------------------------------- | ----------------------------------------------------------------------------- |
| «Вестибюль II»/Vestibule II (2004–05) |                                                                               |
|                                       | Vestibule II — 1 мин 10 с работа демонстрировалась на 1-й Московской биеннале |

| Внешние видеофайлы        | Внешние видеофайлы                                                                                |
| ------------------------- | ------------------------------------------------------------------------------------------------- |
| «Выход»/Way Out (2004–05) |                                                                                                   |
|                           | vimeo.com/368328076 — 8 мин 25 с, 11 эпизодов работа демонстрировалась на 1-й Московской биеннале |

| Внешние видеофайлы          | Внешние видеофайлы               |
| --------------------------- | -------------------------------- |
| «Гад»/Sodden Creeper (2019) |                                  |
|                             | vimeo.com/345062687 — 2 мин 53 с |

| Внешние видеофайлы      | Внешние видеофайлы |
| ----------------------- | --- |
| «Каскад»/Cascade (2016) | |
|                         | vimeo.com/166285136 — 5 мин 30 с работа была номинирована на премию Кандинского-2016, а также демонстрировалась на 1-й Триеннале российского искусства (2017) |

| Внешние видеофайлы       | Внешние видеофайлы                                                                      |
| ------------------------ | --------------------------------------------------------------------------------------- |
| «Метель»/Blizzard (2009) |                                                                                         |
|                          | vimeo.com/371334581 — 14 мин 16 с работа была номинирована на премию С. Курёхина (2011) |

| Внешние видеофайлы    | Внешние видеофайлы                                            |
| --------------------- | ------------------------------------------------------------- |
| «Муть»/Murk (2013–14) |                                                               |
|                       | vimeo.com/102009213 — 45 с (фрагм.) в оригинале — стереовидео |

| Внешние видеофайлы       | Внешние видеофайлы                                                               |
| ------------------------ | -------------------------------------------------------------------------------- |
| «Оборона»/Defence (2007) |                                                                                  |
|                          | vimeo.com/368308006 — 10 мин работа была номинирована на премию Кандинского-2008 |

| Внешние видеофайлы      | Внешние видеофайлы |
| ----------------------- | --- |
| «Озеро»/The Lake (2007) | |
|                         | vimeo.com/371256809 — 10 мин 14 с работа получила премию «Инновация-2007», а также демонстрировалась на Пусанской биеннале в Ю. Корее (2008) |

| Внешние видеофайлы         | Внешние видеофайлы    |
| -------------------------- | --------------------- |
| «Панорама»/Panorama (2002) |                       |
|                            | Panorama — 1 мин 55 с |

| Внешние видеофайлы  | Внешние видеофайлы                                                                       |
| ------------------- | ---------------------------------------------------------------------------------------- |
| «Скала»/Rock (2011) |                                                                                          |
|                     | vimeo.com/118916428 — 1 мин (фрагм.) работа демонстрировалась на 4-й Московской биеннале |

| Внешние видеофайлы      | Внешние видеофайлы |
| ----------------------- | --- |
| «Эшелон»/Echelon (2006) | |
|                         | левая проекция с поездом — 1 мин 23 с |
|                         | правая проекция с грузовиками — 1 мин 20 с |
|                         | центральная проекция на пол — 31 с (трёхканальная видеоинсталляция); работа показывалась на выставке «Modus R» в Майами, а также была номинирована на премию «Инновация-2006» |